# Le Gault-Saint-Denis
Le Gault-Saint-Denis település Franciaországban, Eure-et-Loir megyében. Lakosainak száma 674 fő (2022. január 1.). Le Gault-Saint-Denis Villars, Vitray-en-Beauce és Pré-Saint-Martin községekkel határos.

## Népesség
A település népességének változása:
| Lakosok száma | 614  | 507  | 540  | 654  | 673  | 671  | 674  | 679  | 680  | 674  |
|               | 1968 | 1982 | 1990 | 2006 | 2013 | 2015 | 2017 | 2019 | 2020 | 2022 |